# Wendy Vuik
Wendy Vuik (* 25. November 1988 in Rotterdam) ist eine ehemalige niederländische Skispringerin.

## Werdegang
Die Rotterdamerin Vuik erreichte bei ihrem ersten Springen bei einem FIS-Wettbewerb schon im August 2004 in Meinerzhagen einen 53. Platz. Es dauerte bis zum Februar 2007, als die Niederländerin in Baiersbronn erneut, nun in der nächsten Rennserie, dem Skisprung-Continental-Cup 2006/07, zum Einsatz kam und 41. beim Springen von der Normalschanze wurde. Einen Monat später startete sie bei den Junioren-Weltmeisterschaften in Tarvisio und belegte dort Platz 29. Im Dezember 2007 gewann sie als 21. in Notodden erstmals Continental-Cup-Punkte. Im Januar 2008 sprang Vuik in Toblach als 17. erstmals unter die besten 20. Bei der Junioren-WM des Jahres wurde sie 24. In der Folgezeit wurden Platzierungen zwischen 15 und 30 normal. Ihr bestes Ergebnis schaffte die Niederländerin mit einem 12. Rang bislang im September 2008 bei einem Mattenspringen in Oberstdorf. Bei ihren ersten Nordischen Skiweltmeisterschaften 2009 in Liberec erreichte Vuik den Finaldurchgang und wurde am Ende 23.
Nachdem Vuik nach der Weltmeisterschaft bis Saisonende ihre Leistungen konstant hochgehalten hatte, konnte sie zum Beginn der Saison 2009/10 nicht mehr an die Vorsaison anknüpfen. Platzierungen in den vorderen Top 20 waren selten. Erst im Dezember 2010 fand Vuik zu alter Stärke zurück. Im Januar 2011 startete sie bei der Winter-Universiade 2011 im türkischen Erzurum. Von der Normalschanze erreichte sie dort einen sechsten Platz. Bei den einen Monat später stattfindenden Nordischen Skiweltmeisterschaften in Oslo kam sie im Springen von der Normalschanze wie bereits 2009 wieder auf den 23. Rang.
Am 16. März 2014 gab Vuik im Alter von 25 Jahren ihren Rücktritt vom aktiven Skispringen bekannt.

## Erfolge

### Weltcup-Platzierungen
| Saison  | Platz | Punkte |
| ------- | ----- | ------ |
| 2011/12 | 35.   | 54     |
| 2012/13 | 28.   | 91     |

### Grand-Prix-Platzierungen
| Saison | Platz | Punkte |
| ------ | ----- | ------ |
| 2012   | 17.   | 58     |
| 2013   | 35.   | 30     |

### Continental-Cup-Platzierungen
| Saison  | Platz | Punkte |
| ------- | ----- | ------ |
| 2007/08 | 35.   | 060    |
| 2008/09 | 23.   | 155    |
| 2009/10 | 44.   | 036    |
| 2010/11 | 25.   | 187    |
| 2011/12 | 09.   | 139    |
| 2013/14 | 11.   | 146    |